# NGC 1288
NGC 1288 este o intermediate spiral galaxy⁠(d) situată în constelația Cuptorul. A fost descoperită în 19 noiembrie 1835 de către John Herschel.